# Allan Harris
Allan Harris (Londra, 28 dicembre 1942 – Epsom, 23 novembre 2017) è stato un allenatore di calcio e calciatore inglese, di ruolo difensore.

## Biografia
Suo fratello minore Ron è stato a sua volta un allenatore di calcio e calciatore professionista.

## Carriera

### Giocatore
Harris esordisce tra i professionisti nella stagione 1960-1961, all'età di 18 anni, giocando 17 partite nella prima divisione inglese con il Chelsea; rimane ai Blues anche nella stagione 1961-1962, conclusasi con una retrocessione in seconda divisione, giocandovi 27 partite. Contribuisce poi con 25 presenze all'immediato ritorno in prima divisione del club, con cui poi nella stagione 1963-1964 gioca ulteriori 10 partite in prima divisione. Dopo un'ulteriore presenza nella stagione 1964-1965, nell'ottobre del 1964 viene ceduto al Coventry City, con cui gioca da titolare per una stagione e mezzo in seconda divisione per un totale di 60 presenze, prima di fare ritorno al Chelsea, con cui gioca 2 partite nella Coppa delle Fiere 1965-1966 e 14 partite in prima divisione nella stagione 1966-1967 (nella quale il club raggiunge anche la finale di FA Cup, perdendola nel derby londinese con il Tottenham).
Nell'estate del 1967 viene ceduto ad un altro club londinese, il QPR, con cui nella stagione 1967-1968 conquista una promozione (la prima nella storia del club) dalla seconda alla prima divisione, categoria nella quale gioca poi 29 partite nella stagione 1968-1969, conclusasi con un'immediata retrocessione in seconda divisione, categoria in cui continua a giocare (nuovamente in seconda divisione) fino al termine della stagione 1970-1971. Dal 1971 al 1973 gioca poi al Plymouth, con cui nell'arco di un biennio colleziona complessivamente 64 presenze in terza divisione; dopo 6 presenze in quarta divisione con il Cambridge Utd nella stagione 1973-1974 trascorre poi la stagione 1974-1975 con i semiprofessionisti dell'Hayes, mentre nel 1976 va a chiudere la carriera in Irlanda al St Patrick's, club con il quale gioca 7 partite nella prima divisione irlandese.
In carriera ha giocato complessivamente 308 partite nei campionati della Football League, senza mai segnarvi un gol.

### Allenatore
Harris inizia ad allenare nel 1976 come vice di Terry Venables (suo ex compagno di squadra per un biennio al QPR e nel St Patrick's Athletic) al Crystal Palace, seguendo poi Venables sempre come vice anche al QPR (dal 1980 al 1984, dopo aver lasciato il Crystal Palace nel 1980) ed al Barcellona (dal 1984 al 1986).
Nel 1993 diventa allenatore dell'Al-Ahly, club della prima divisione egiziana (nonché uno dei club africani di maggior successo a livello continentale); qui, in due anni di permanenza (fino al 1995), vince due campionati egiziani consecutivi, una Coppa delle Coppe araba (nel 1994) e una Supercoppa CAF (nel 1994). Dal 2000 al 2004 è allenatore della nazionale malaysiana.

## Palmarès

### Allenatore

#### Competizioni nazionali
- Campionato egiziano: 2

Al Ahly: 1993-1994, 1994-1995

#### Competizioni internazionali
- Coppa delle Coppe araba: 1

Al-Ahly: 1994
- Supercoppa CAF: 1

Al-Ahly: 1994